# Main
Pour les articles homonymes, voir Main (homonymie).
La main (du latin : manus, « côté du corps ») est l’organe préhensile effecteur de primates situé à l’extrémité de l’avant-bras et relié à ce dernier par le poignet. C'est un organe capable notamment de saisir et manipuler des objets. Chez l'être humain, la main est un organe extrêmement développé et important, elle dispose d'une palette d'actions très large. Située à l'extrémité des deux membres supérieurs, chaque main possède cinq doigts qui apportent une contribution majeure au sens du toucher.
Elle est également un moyen d’expression quand elle complète la parole, ou sert d'articulateur en langue des signes.

## Une évolution multifactorielle de la main

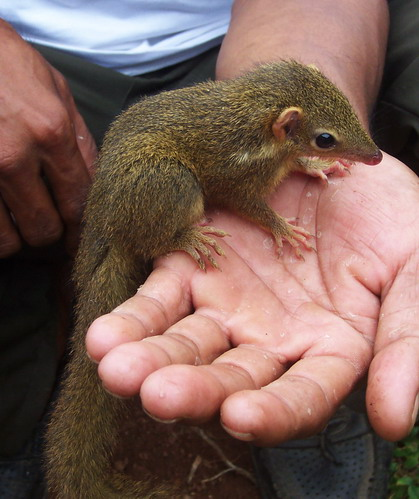
Les toupayes sont dotés d'une main non préhensile, pouvant écarter le premier orteil sans atteindre une opposabilité.

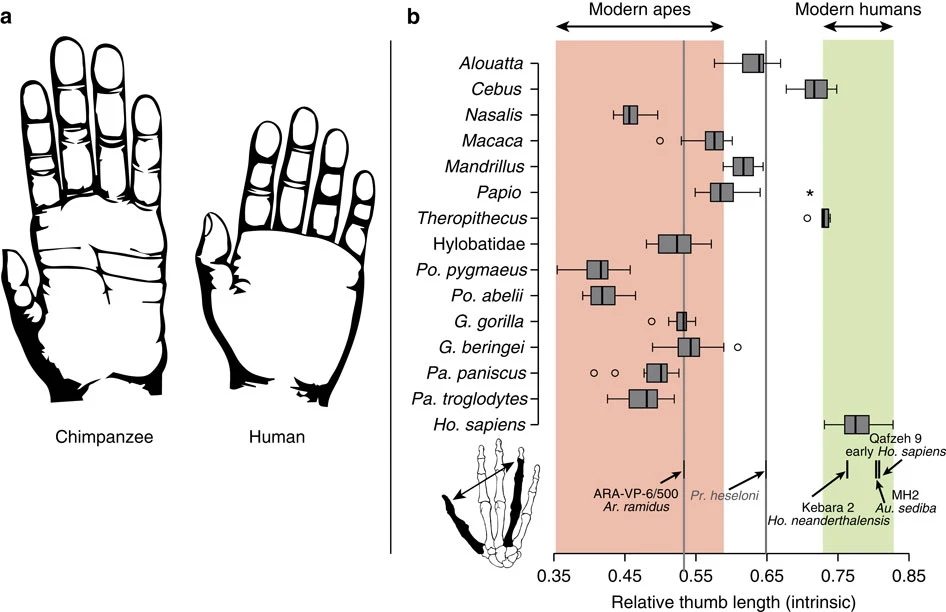
Proportions intrinsèques des mains chez les primates hominoïdes.
(a) Dessins d'une main d'un chimpanzé et d'un homme représentés à une échelle similaire.
(b) Longueur relative du pouce.

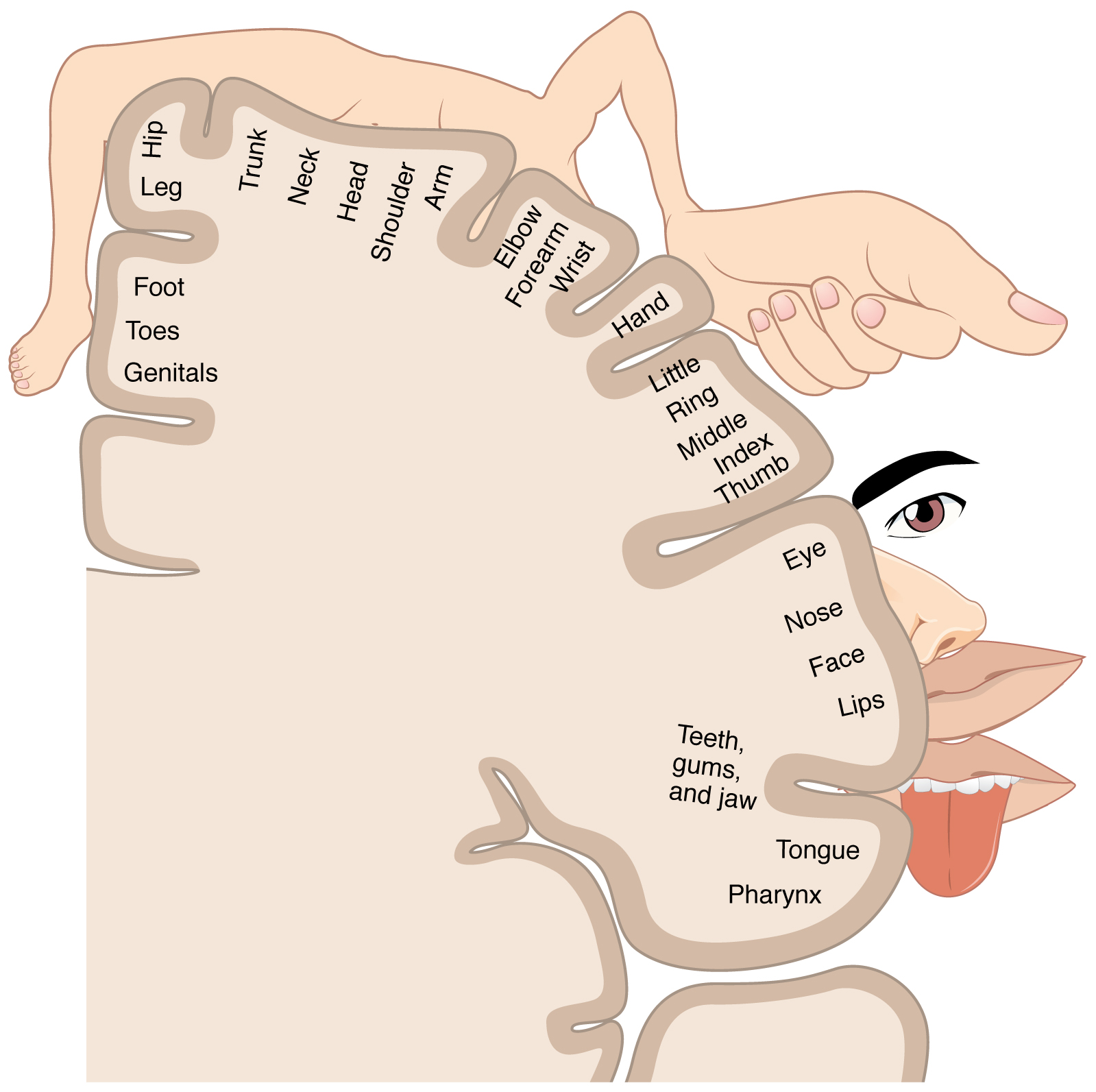
Les aires corticales fortement liées aux informations somesthésiques utilisées pour guider les mouvements de la main lors de la manipulation d'objets, se sont agrandies au cours de l'évolution des hominidés (homoncule de Penfield).

Les Hominoidea sont comme les hommes capables d'utiliser les extrémités de leurs membres antérieurs pour saisir des objets, mais leurs paumes et leurs doigts sont proportionnellement bien plus longs, et leurs pouces plus courts dotés de muscles moins puissants. La main humaine possède des doigts proportionnellement plus courts, une large extrémité des phalanges distales et des pouces plus allongés aux phalanges robustes dotées de muscles très puissants. Plusieurs hypothèses non mutuellement exclusives ont été formulées quant à la nature de l'avantage adaptatif fondamental acquis au niveau de la main des Hominidés depuis plus de deux millions d'années, ce qui suggère que sa morphologie et son anatomie motrice sont la résultante d'une évolution multifactorielle, reposant sur une grande adaptabilité à différentes pressions de sélection : utilisation et fabrication d’outils lithiques, différenciation entre la préhension de force (elle mobilise, la plupart du temps, tous les doigts de la main) et la préhension de précision (elle implique les phalanges distales du pouce et de l'index, le développement de cette préhension étant entravé lors d'une malformation des doigts comme la triphalangie),, autodéfense (forme de boxe en serrant le poing avec les quatre doigts fléchis sur la paume qui se retrouvent de longueur égale). Cependant, il semble que les stratégies articulaires des membres supérieurs des hominidés ont évolué indépendamment de leurs capacités préhensiles. Apparues très tôt dans la lignée des hominidés, ces stratégies seraient adaptées à leur vie au sol, alors que le développement de mains préhensiles des primates non humains, avec des doigts dotés d'ongles à la place de griffes serait lié à des adaptations à la vie arboricole. Vivant en partie sur des adaptations héritées de leur passé lointain, l'homme a en effet conservé au niveau de la main de nombreux caractères ancestraux partagés avec les primates : pentadactylie qui s'est imposée chez les vertébrés à la fin du dévonien (il y a 375 millions d’années, peu de temps après la sortie des eaux), avec une mobilité accrue des doigts par rapport aux mammifères plus anciens ; formule phalangienne de type mammalien 2-3-3-3-3 ; anatomie indifférenciée avec symétrie rayonnante ; peau glabre au niveau de la paume et du bout des doigts.
Quoi qu'il en soit, la « vraie main » de l'homme, par opposition à la « main-pied » des autres primates, est un corollaire de la posture érigée et de la bipédie permanente qui ne sollicitent plus les muscles posturaux des membres antérieurs et la désengagent de sa fonction locomotrice, « laissant la main à la libre disposition du cerveau pour être utilisée soit comme agent d'exécution soit comme agent de renseignement grâce à ses diverses aptitudes, tant mécaniques (préhension) que sensorielles (toucher) ».

## Anatomie humaine
1. pouce
2. index
3. majeur
4. annulaire
5. auriculaire
6. éminence thénar
7. creux
8. éminence hypothénar

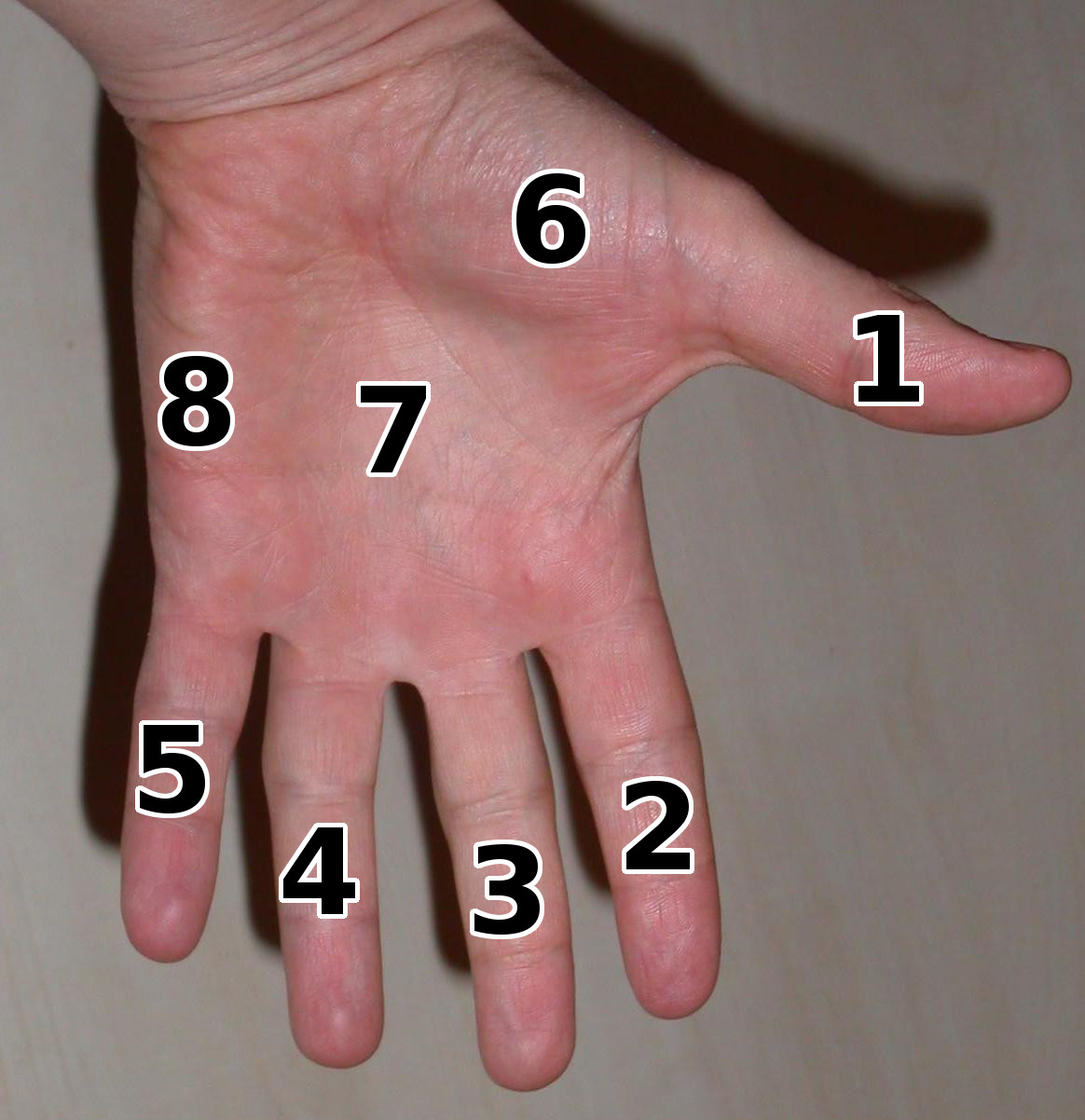
Main gauche, face palmaire.

La main est constituée d'une partie proximale élargie, à laquelle sont appendues cinq structures cylindriques, les doigts. On lui décrit une face palmaire (ou antérieure) et une face dorsale (ou postérieure), une extrémité proximale (ou supérieure) et une extrémité distale (ou inférieure), et un bord latéral et un bord médial.
La partie proximale peut être divisée en trois parties : l'éminence thénar, latérale, le creux de la main, central, et l'éminence hypothénar, médiale. Elle comporte sur sa face palmaire (la paume) trois plis de flexion, les lignes de la main.
Les cinq doigts sont numérotés du plus latéral au plus médial, et sont appelés, dans l'ordre, le pouce, l’index, le majeur, l’annulaire et le petit doigt (ou auriculaire). Ils comportent sur leur face palmaire deux plis de flexion, à l'exception du pouce qui n'en a qu'un seul. L'extrémité distale de chacun des doigts comporte, sur la face dorsale, une structure indurée, l'ongle.

### Squelette

Squelette de la main gauche, vue antérieure

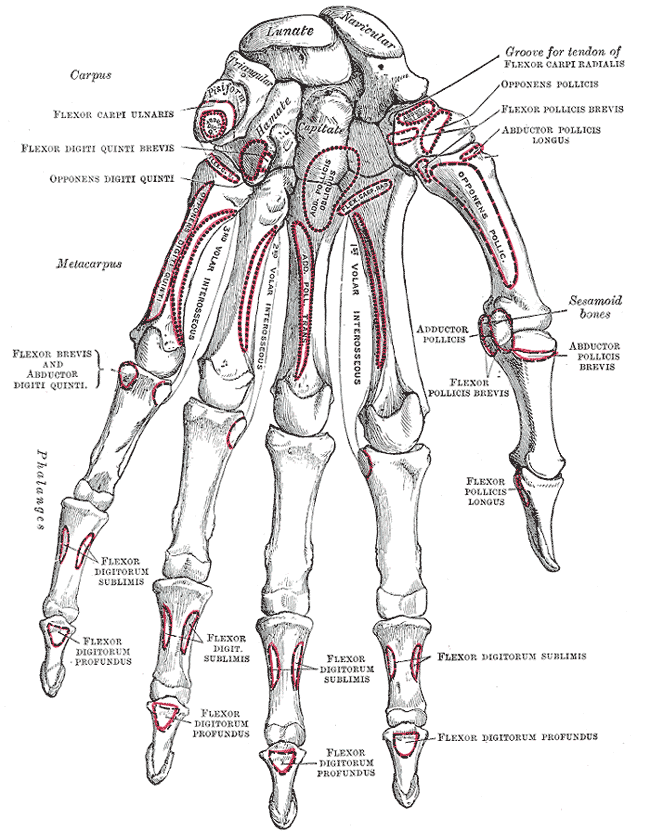
Squelette de la main gauche, vue antérieure, avec indication des insertions musculaires

Le squelette d'une main d'un adulte comporte en principe 27 os, répartis en trois groupes : le carpe, le métacarpe et le squelette des doigts. Toutes les articulations de la main sont synoviales.
Le carpe comporte huit os courts, situés globalement dans un même plan frontal, que l'on peut diviser en deux rangées, proximale et distale, chacune composée de quatre os. La rangée proximale comporte, de l'extrémité latérale vers l'extrémité médiale, le scaphoïde, le lunatum (ou semi-lunaire), le triquetrum (ou os pyramidal) et le pisiforme. Ce dernier a une situation un peu particulière, en avant du triquetrum. La rangée distale comporte, de l'extrémité latérale vers l'extrémité médiale, le trapèze, le trapézoïde, le capitatum (ou grand os) et l'hamatum (ou os crochu). Tous les os en contact sont articulés et, à l'exception de l'articulation entre le triquetrum et le pisiforme, ces articulations communiquent entre elles. Notamment, on distingue l'articulation médiocarpienne, commune entre les deux rangées du carpe.
Le métacarpe comporte cinq os longs, les métacarpiens, situés dans un plan frontal, numérotés de 1 à 5 en allant de l'extrémité latérale vers l'extrémité médiale. Ils sont globalement dirigés dans l'axe du membre. Leur extrémité proximale s'articule à la fois avec les os du carpe et avec les métacarpiens adjacents, tandis que leur corps est libre.
Le squelette des doigts comporte quatorze os longs, les phalanges. Chaque doigt comporte trois phalanges, proximale, intermédiaire et distale, à l'exception du pouce, qui en comporte seulement deux, proximale et distale. Les phalanges sont situées dans l'axe de chaque doigt. On distingue d'une part les articulations métacarpophalangiennes, entre chaque métacarpe et chaque phalange proximale correspondante, et d'autre part les articulations interphalangiennes, entre les phalanges. Pour les doigts composés de trois phalanges, on décrit les articulations interphalangiennes proximale et distale.
En plus des os sus-mentionnés, le plus souvent, il existe un ou plusieurs os sésamoïdes, notamment en regard de la face palmaire des articulations métacarpophalangiennes du pouce (x2 constants), de l'index (inconstant) ou du petit doigt (inconstant).

### Musculature

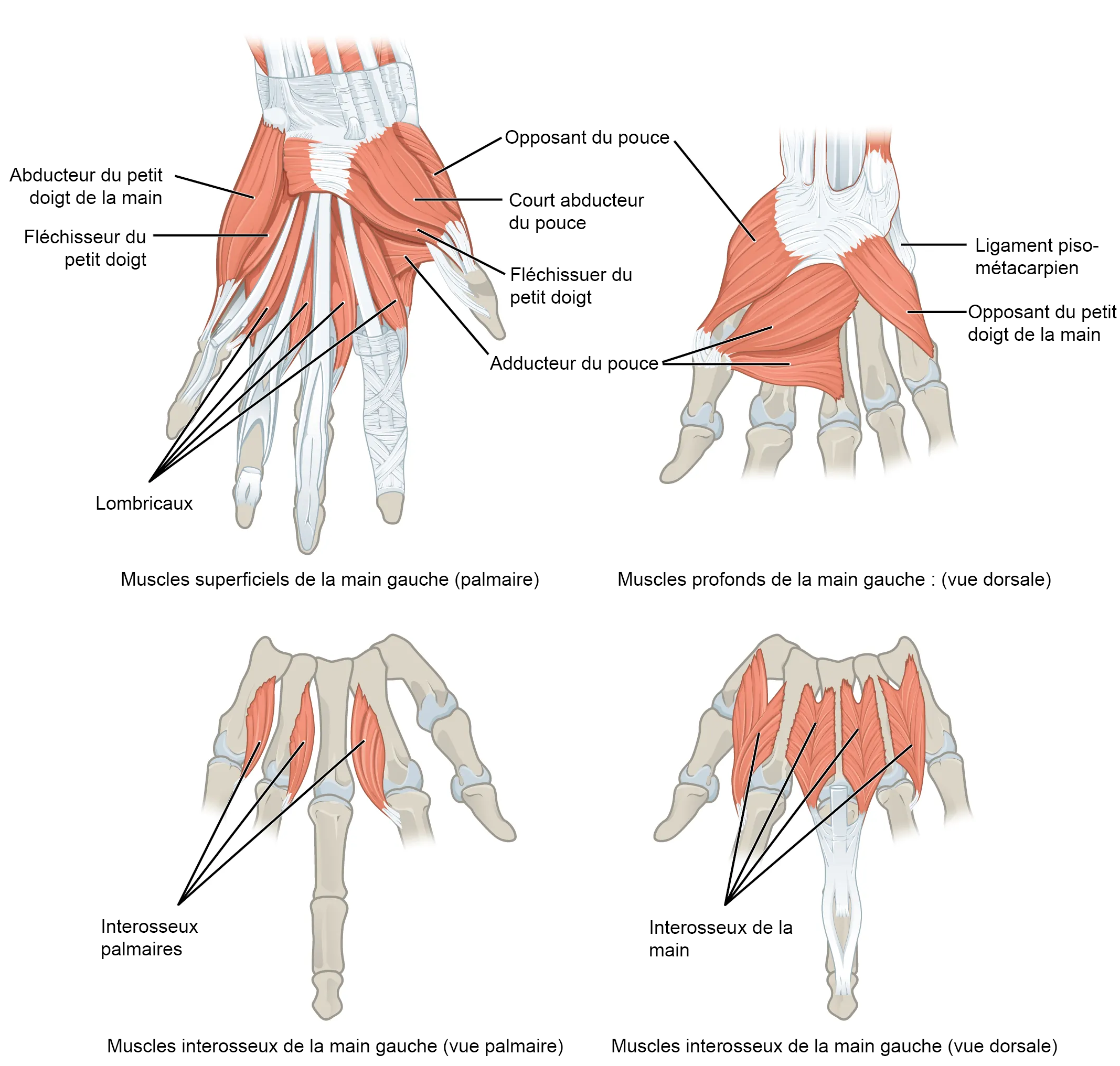
Muscles de la main

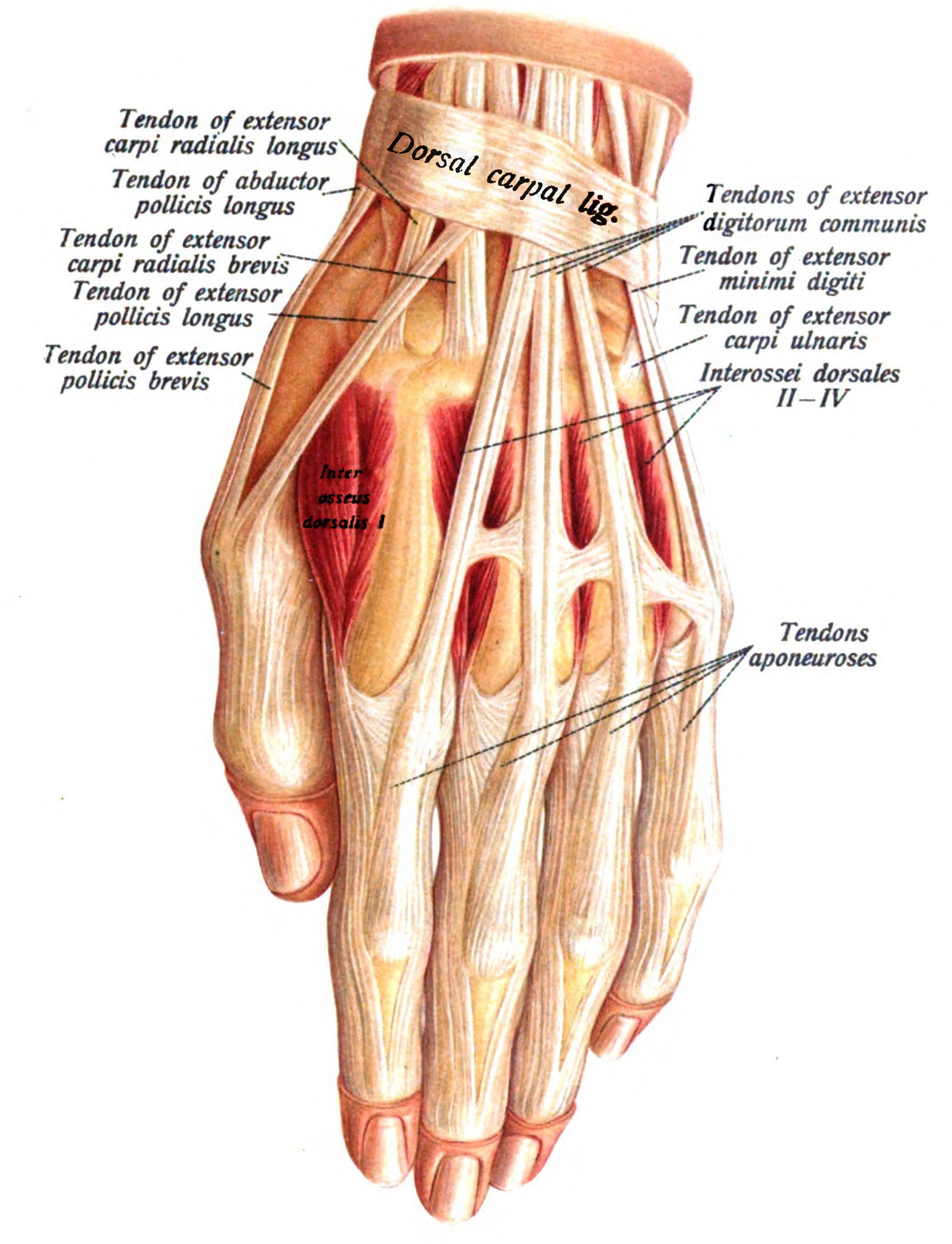
Tendons du dos de la main gauche

La musculature de la main se compose, d'une part, des 21 muscles intrinsèques, que l'on peut diviser en trois groupes, latéral, central et médial ; d'autre part, des tendons des 15 muscles extrinsèques, que l'on divise en deux groupes, palmaires et dorsaux. Les corps des muscles intrinsèques sont situés dans la partie proximale de la main, tandis que les corps des muscles extrinsèques sont situés dans l'avant-bras. Ainsi, les doigts contiennent uniquement des tendons.

#### Muscles intrinsèques
Le groupe latéral des muscles intrinsèques forme l'éminence thénar. Il est constitué de quatre muscles : court abducteur du pouce, opposant du pouce, court fléchisseur du pouce et adducteur du pouce. Les tendons de ces muscles se terminent dans le pouce.
Le groupe central des muscles intrinsèques est situé au niveau du creux de la main. Il est constitué de douze → onze     (Incohérence avec le décompte qui suit)  muscles : quatre interosseux dorsaux, trois interosseux palmaires et quatre lombricaux. Les tendons de ces muscles se terminent dans la partie proximale des doigts.
Le groupe médial des muscles intrinsèques forme l'éminence hypothénar. Il est constitué de quatre muscles : court palmaire (ou palmaire cutané), abducteur du petit doigt, court fléchisseur du petit doigt et opposant du petit doigt. À l'exception du premier cité, les tendons de ces muscles se terminent dans le petit doigt.

#### Muscles extrinsèques
Le groupe palmaire des muscles extrinsèques de la main comporte les tendons de six muscles. Les tendons des muscles fléchisseur radial du carpe (ou grand palmaire), long palmaire (ou petit palmaire) et fléchisseur ulnaire du carpe (ou cubital antérieur) s'insèrent au niveau de la partie proximale de la main. Les tendons des muscles fléchisseur superficiel des doigts, fléchisseur profond des doigts et long fléchisseur du pouce s'insèrent au niveau des doigts.
Le groupe dorsal des muscles extrinsèques comporte les tendons de neuf muscles. Les tendons des muscles long extenseur radial du carpe (ou premier radial), court extenseur radial du carpe (ou deuxième radial), extenseur ulnaire du carpe (ou cubital postérieur) et long abducteur du pouce s'insèrent au niveau de la partie proximale de la main. Les tendons des muscles extenseur des doigts, extenseur du petit doigt, long extenseur du pouce, court extenseur du pouce et extenseur de l'index s'insèrent au niveau des doigts.

### Innervation

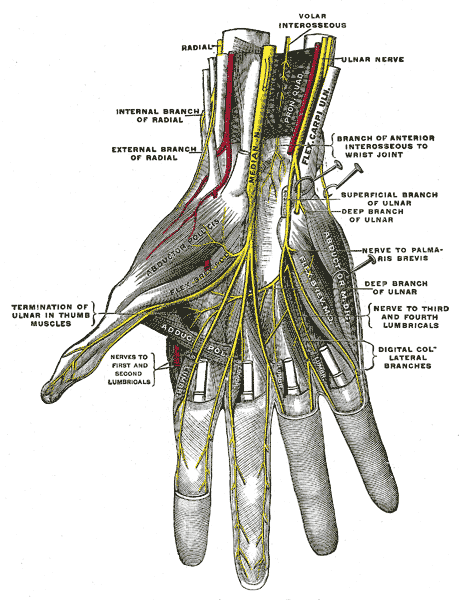
Nerfs de la face palmaire de la main droite

L'innervation de la main est assurée par trois nerfs : le nerf médian, le nerf ulnaire (ou cubital) et la branche superficielle du nerf radial.
Le nerf médian passe au niveau de la partie latérale de la face antérieure du poignet et se divise au niveau de la main en quatre à cinq branches digitales palmaires. Avant son passage au poignet, il donne une branche palmaire, à destination de la peau de l'éminence thénar et de la partie centrale de la paume. Dans la main, il donne une branche musculaire, à destination des muscles court fléchisseur du pouce, court abducteur du pouce et opposant du pouce. Les branches digitales palmaires se destinent aux deux premiers muscles lombricaux et à la peau de la face palmaire des quatre premiers doigts et de la face dorsale de la partie distale de ces mêmes doigts.
Le nerf ulnaire passe au niveau de la partie médiale de la face antérieure du poignet et se divise dans la main en deux branches, superficielle et profonde. Avant son passage au poignet, il donne une branche dorsale à destination de la partie médiale du dos de la main ainsi qu'à la face dorsale des quatrième et cinquième doigts. La branche superficielle innerve le muscle court palmaire, la partie médiale de la paume et la face palmaire des quatrième et cinquième doigts. La branche profonde innerve initialement les muscles abducteur du petit doigt, court fléchisseur du petit doigt et opposant du petit doigt, puis l'ensemble des muscles interosseux et les troisième et quatrième lombricaux, et enfin l'adducteur du pouce et le court fléchisseur du pouce.
La branche superficielle du nerf radial passe au niveau de la partie latérale de la face dorsale du poignet. Elle se divise en quatre à cinq branches digitales dorsales et innerve la partie latérale du dos de la main et la partie proximale de la face dorsale des quatre premiers doigts.

### Vascularisation

Schéma des artères de la main gauche, vue palmaire

La vascularisation de la main fait intervenir deux artères, les artères radiale et ulnaire (ou cubitale) et plusieurs veines, les veines radiales, ulnaires (ou cubitales), céphalique et basilique.

#### Artères
L'artère radiale chemine au niveau de l'extrémité latérale de la face antérieure du poignet. Elle se dirige en bas et en arrière vers l'extrémité latérale du dos de la main. Elle passe ainsi en arrière de l'articulation trapézo-métacarpienne puis rejoint la face palmaire de la main en passant entre le premier et le deuxième métacarpien. Elle chemine alors vers l'extrémité médiale de la paume pour rejoindre la branche palmaire profonde de l'artère ulnaire, formant l'arcade palmaire profonde. Elle donne notamment les branches carpienne palmaire, palmaire superficielle et carpienne dorsale.
L'artère ulnaire chemine au niveau de la face antérieure du poignet, à proximité de son extrémité médiale. Elle descend dans la paume de la main puis prend un trajet latéral pour rejoindre la branche palmaire superficielle de l'artère radiale, formant l'arcade palmaire superficielle. Elle donne notamment les branches carpienne palmaire, carpienne dorsale et palmaire profonde. Les branches carpiennes palmaires et carpiennes dorsales des deux artères s'anastomosent entre elles, formant respectivement les arcades carpienne palmaire et carpienne dorsale.
L'arcade carpienne palmaire donne des branches à destination de la région du carpe. L'arcade carpienne dorsale donne les artères métacarpiennes dorsales à destination de la région du métacarpe. L'arcade palmaire profonde donne les artères métacarpiennes palmaires à destination du métacarpe. L'arcade palmaire superficielle donne les artères digitales communes à destination des doigts.

#### Veines
Les mains sont vascularisées par un réseau de veines dans la main et dans chaque doigt. Ce réseau de veines rejoint 2 veines principales du bras la veine céphalique et la veine basilique.

## Anatomie comparée

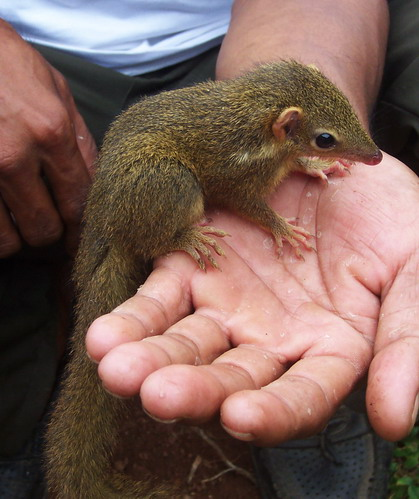
Tupaia javanica

Bien qu'il existe une homologie certaine entre les membres des mammifères, seuls quelques tétrapodes disposent de mains. Les autres disposent de pattes, nageoires et d'ailes.
Homologie des membres antérieurs droits de vertébrés (les termes génériques peuvent varier d'une espèce à l'autre) :
U ulna ;
- R radius ;
- M métacarpes ;
- A scaphoïde ;

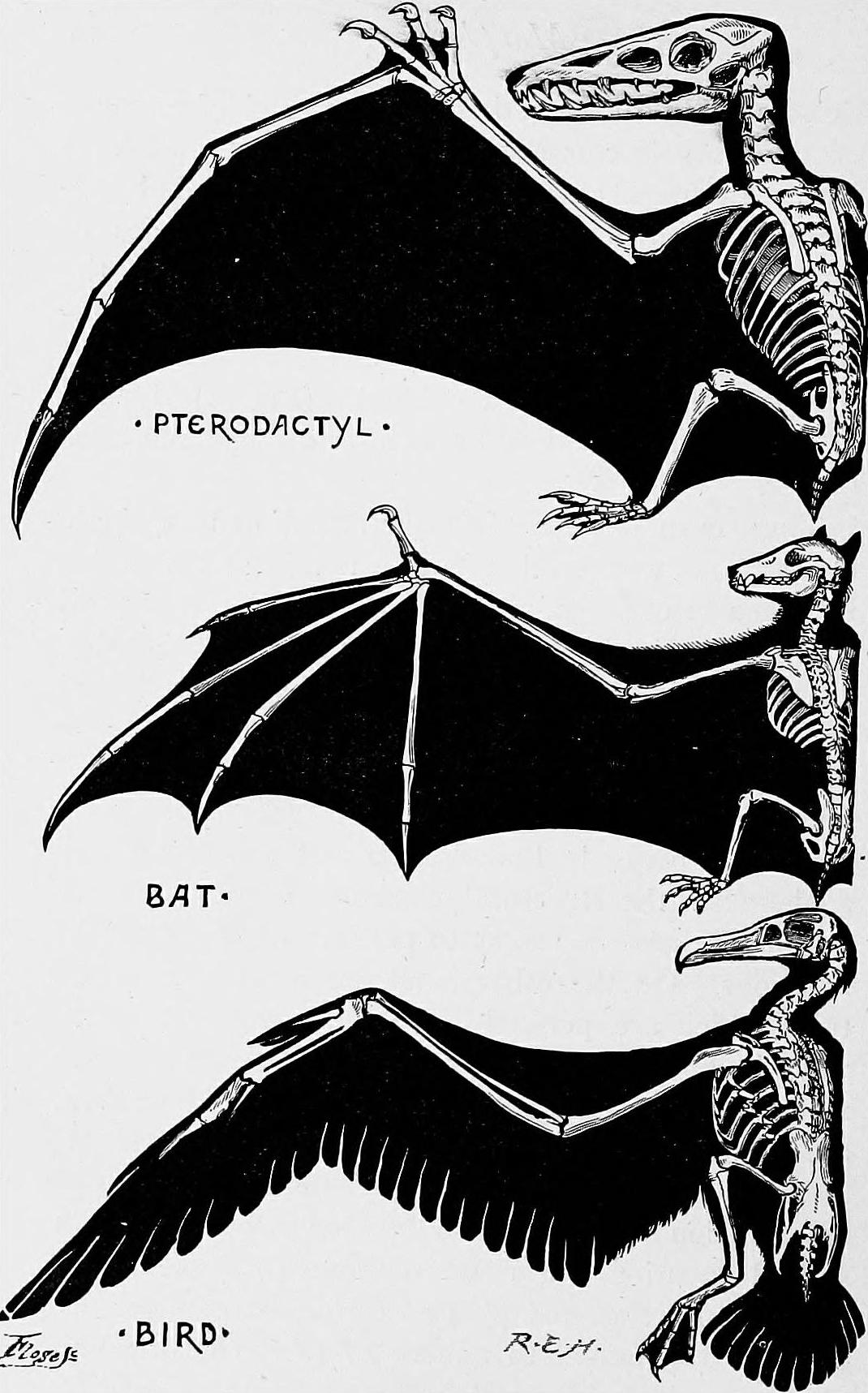
Ailes de :
1 - Ptérosaure
2 - Chauve-souris
3 - Oiseau

- B Os lunatum (anciennement semi-lunaire)
- C cunéiforme ;
- P pisiforme ;
- Cc central ;
- D trapèze (os) ;
- E trapézoïde ;
- F grand os ;
- G unciforme.

Les membres antérieurs des Homo sapiens et tous les membres des primates sont pourvus de mains. Quadrumane (du latin quadrumanus quatre mains) est un terme utilisé pour désigner un singe qui date du XVIIIe siècle. Par opposition l'homme était qualifié de « bimane ».
Les mains chez les primates sont un exemple d'homologie. Les membres avant des ratons laveurs possèdent aussi des mains, c'est dans ce cas un exemple de convergence évolutive.

## Physiologie

### Latéralité
La plupart des êtres humains ont une main nettement plus habile que l'autre. Il s'agit souvent de la main droite (près de 80 % des Français sont droitiers, par exemple – un peu plus souvent les filles que les garçons, puisque seuls 30 % des gauchers sont des gauchères[réf. nécessaire]). De cette différence sont nées les conventions d'orientation. La main « malhabile » tire ses divers noms (gauche, blessée, penecho, seneco, senestra, stanca, left...) d'adjectifs négatifs ou est à l'origine d'adjectifs négatifs, quand ce ne sont pas les deux à la fois : le mot gauche vient par exemple de gauchir (blesser) et peut à présent avoir le sens de malhabile ou maladroite.
Une personne qui est aussi à l'aise avec la main droite que la main gauche est dite ambidextre (Voir gaucherie).

## Pathologies

### Histoire
La sémiologie médicale de la main a été ébauchée par Galien (129-216), mais c'est seulement vers la fin du XIXe siècle qu'elle débute réellement. Jean-Martin Charcot (1825-1893) proposait à ses élèves l'étude de la main comme thème de travail « sujet net, circonscrit, d'une utilité pratique incontestable ». Guillaume Duchenne (1806-1875) et Jules Dejerine (1849-1917) publient plusieurs travaux sur la main en neurologie. Cependant Paul Valéry (1871-1945), dans son Discours aux chirurgiens (1938), s'étonne de l'absence d'un « traité de la main », en reconnaissant l'ampleur du sujet.

### Vue d'ensemble

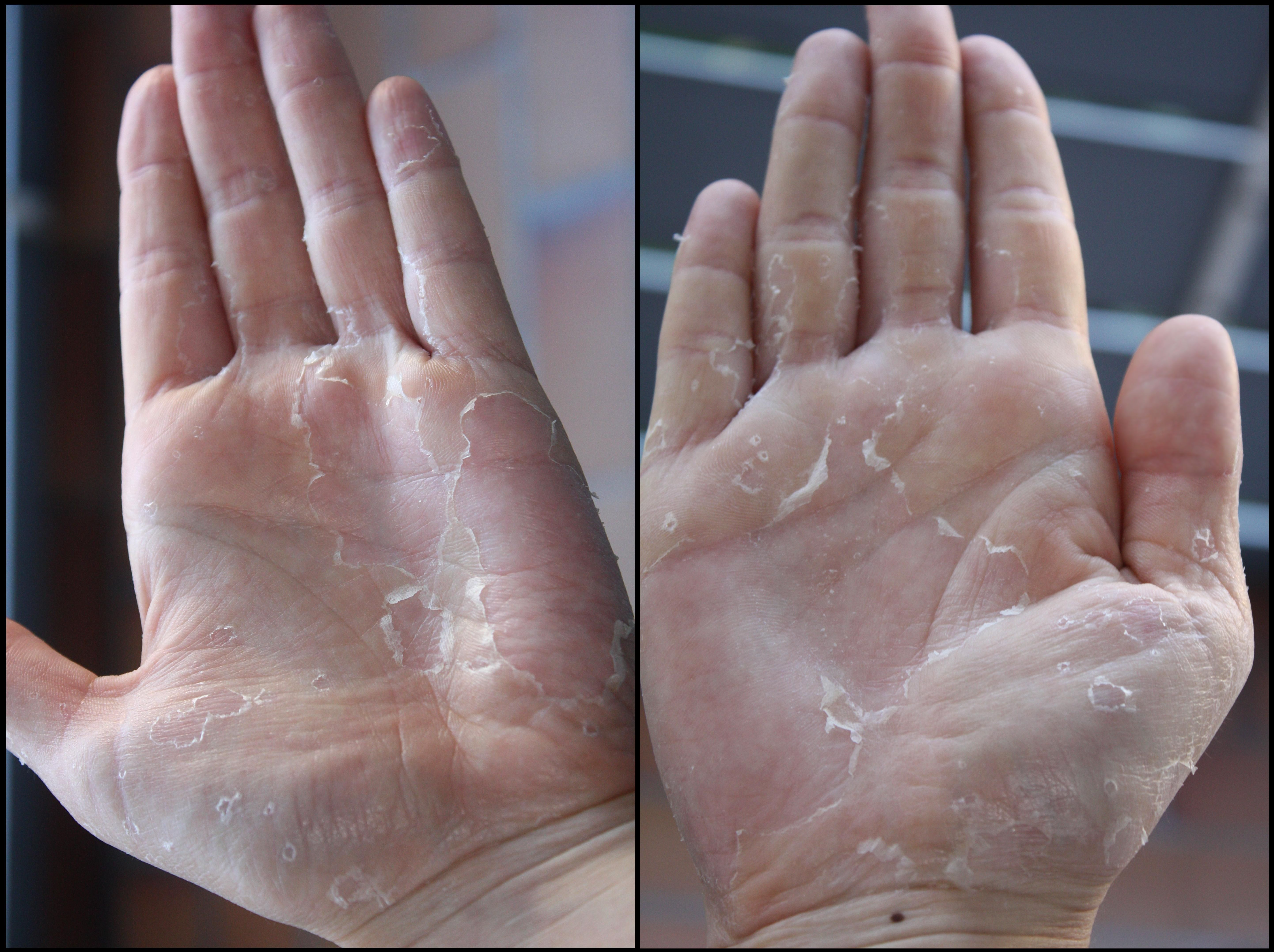
Desquamation de la peau d'une main, ici due à une scarlatine

En raison de ses fonctions (interface d'exploration et de préhension entre l’homme et ce qui l'entoure) et en raison de ses particularités anatomiques et « topographiques », la main est l'une des parties du corps les plus exposées aux blessures, aux micro-traumatismes, aux contaminations microbiennes exogènes, aux polluants non inhalés et non ingérés et à certaines infections sources de dermatoses infectieuses (rouget du porc, orf, mycobactériose et plus rarement chromomycoses, histoplasmose...) ; c'est d'ailleurs sur le biofilm naturel des mains que l'on trouve le plus grand nombre de bactéries dont la plupart font partie de notre microflore commensale et ne deviennent pathogènes que s'ils pénètrent et traversent la barrière de la peau sans être éliminés par le système immunitaire.
Les ongles (mais aussi la peau) peuvent être infectés par des micro-champignons ou s'incarner.

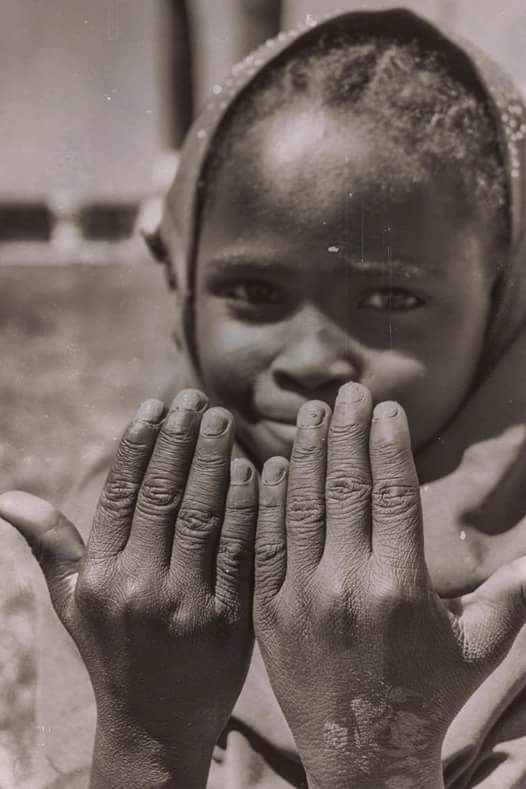
Mains déjà abîmées d'une petite fille en Algérie.

Les produits chimiques et certains savons ou produits cosmétiques ou tatouages temporaires mis en contact avec la peau sont sources de dermite irritative, eczéma de contact, hyperkératose, atrophies, etc.
La main contient de nombreux petits os, tendons et un système tendineux, musculaire et vasculaire complexe et soumis à de nombreux micro-traumatismes (la main est fréquemment touchée par les problèmes articulaires (tendinites, arthrites, rhumatisme, etc.). Le travail manuel est une cause fréquente d'hyperkératose (durcissement de la peau) de la paume des mains.
Il y a plus de risques qu'elle soit coupée, piquée ou subisse des écrasements et brûlures qui sont des sources possibles d'infections ou de séquelles handicapantes. Les problèmes d’engelures, d'abrasion de peau ou de cloques y sont plus fréquents ;

Étant moins protégée par les vêtements, elle est fréquemment la cible des moustiques, peut-être aussi en raison de molécules émises par la peau ou son biofilm bactérien.

La peau des mains est fortement susceptible d'entrer en contact avec de nombreux parasites (ex : galle), microbes, polluants ou allergènes.
Au fur et à mesure du vieillissement, les mains portent les marques de nombreux stimuli physiques (froid, gel, chaud, pression, frictions sources de cals et cicatrices), etc. Elles portent les marques du soleil (source de photodermatoses, rides, colorations et parfois de cancer de la peau...). Avec l'âge, elles perdent de leur force, de leur précision et peuvent trembler.
La « main sénile » décrite par Pierre Marie (1853-1940) associe toutes les déformations arthrosiques de la main.

### Quelques maladies caractéristiques
Les atteintes de la main peuvent se voir dans de nombreuses maladies, particulièrement en rhumatologie et neurologie, « maladies systémiques (diverses formes du lupus, dermatomyosite, rhumatismes inflammatoires…). L’appareil unguéal à lui seul montre d’innombrables signes de maladies de cause exogènes, mais est aussi le reflet de certaines maladies internes qui s’y localisent selon une séméiologie souvent caractéristique ».
Parmi les affections rhumatologiques, les plus connues sont : la polyarthrite rhumatoïde, le rhumatisme psoriasique, la goutte, la maladie de Dupuytren.
La « main d'accoucheur » (pouce sous le majeur) est l'attitude que prend la main quand les muscles du bras sont tétanisés.
Les déformations statiques de la main en neurologie sont déterminées par des paralysies pouvant s'accompagner d'atrophie musculaire : nerf radial (main « en col de cygne ou en fléau », main « faisant les cornes »), nerf cubital (griffe des deux derniers doigts), nerf médian (« main de singe »). Une atteinte du plexus brachial, ou du nerf spinal C7 réalise la « main d'Aran-Duchenne » (main de singe avec tous les doigts en griffe). La « main de prédicateur » (paralysie des muscles fléchisseurs des doigts, avec intégrité des extenseurs), décrite par Charcot, peut se voir dans la syringomyélie.
D'autres atteintes neurologiques de la main portent le nom des voies ou zones nerveuses atteintes : la main pyramidale (main en poing), la main frontale (réflexe de préhension), la main pariétale (main instable avec perte de la sensibilité, ou astéréognosie de la main).
La main parkinsonienne se présente, du point de vue statique, comme « une main qui tient une plume » selon Charles Foix (1882-1927). Si, du point de vue dynamique, s'y associe un tremblement en mouvement de « battre le tambour », une telle association est pathognomonique de maladie de Parkinson.
La main athétosique donne des déformations des doigts en baïonnette, avec un mouvement lent et forcé de la main en reptations « de tentacules de poulpe » ou de « danseuses javanaises ». D'autres troubles cinétiques de la main sont les mains tremblantes (autres que celles du Parkinson), la main ataxique, la main dyskinétique, la main apraxique, la main dystonique.
La main est le lieu le plus fréquent du syndrome de Raynaud. Dans la trisomie 21, les mains sont trapues, la paume large et courte, et quand elle très courte, un seul pli transverse est présent. Dans l'acromégalie, les mains sont grandes et grosses avec des doigts en spatules.
Les mains sont aussi le lieu privilégié des signes de troubles émotionnels et du comportement.

## Usage

### Gestuelle
La gestuelle des doigts et des mains constitue un véritable langage. Si beaucoup de gestes sont universels, leur signification, par contre, est le plus souvent culturelle.

### Déplacement
Certaines activités sportives ou artistiques utilisent les mains pour se mouvoir.

### Mesure

Les mesures de la main
1) Palme
2) Empan
3) Paume

La main est un outil de mesure fréquent. Mesure de quantité (une « main » de farine, une « main » de papier, en imprimerie), mesure de distance (les « travers de doigts », en chirurgie, l’« empan » - distance qui sépare le pouce de l'auriculaire dans la main ouverte -, le « pouce », la main, le doigt, la paume, etc.).
La main sert à compter et le système décimal vient probablement du nombre des doigts des deux mains (voir compter sur ses doigts).

### Écriture
Des écritures hiéroglyphiques telles que l'écriture égyptienne ou les écritures maya et aztèque utilisent souvent la main, qui symbolise l'action.
L'étymographie du chinois, notamment par l'étude des caractères sur bronze, fait apparaître que la main entre souvent dans la composition des graphies, par exemple pour les mots « fenêtre » (qui représente deux mains poussant des fenêtres) ou « pinceau/peindre ».

### Loisirs et métier
Les mains servent également pour le loisir plus précisément dans la production de musique.
Les pianistes se servent de leurs mains pour appuyer sur les touches du piano, les guitaristes pour appuyer et gratter les cordes de la guitare, les violonistes, contrebassistes, violoncellistes pour tenir l'Archet… Les mains peuvent également servir pour le sport comme le tennis où il faut maintenir la raquette entre les doigts, le tennis de table, le Volley-ball, les sports de combat, la natation… La plupart des sports utilisent donc les mains comme outil principal.

### Quotidien
Les mains sont aussi très utiles au quotidien pour des banalités de la vie comme faire la vaisselle, porter des courses, écrire avec un stylo...

### Modifications
- À l'époque préhistorique, les empreintes de mains mutilées sont très courantes (cf. section « art »).
- Chez les Yakuzas, il n'est pas rare de se couper volontairement un doigt en signe de soumission, pour laver une faute.
- Dans de nombreuses cultures, la main est le support de tatouages traditionnels permanents ou temporaires (tatouages au henné). Les tatouages de la main ont la particularité de ne pas pouvoir être cachés.

### Justice
Du fait de ses qualités nécessaires à une bonne intégrité corporelle, les préjudices corporels concernant la main bénéficient de l'attribution de taux d'invalidité plus importants que d'autres parties du corps.
Les tribunaux tiennent compte, dans leur appréciation, du métier exercé.
Dans certaines cultures ou certains pays, on tranche (ou l'on tranchait) la main des voleurs. C'est notamment le cas des États qui appliquent la loi coranique : Le voleur et la voleuse, à tous deux coupez la main (S.AL Ma-idah 5:38).

### Identification
Un individu n'aura pas les mains dans le même état selon son activité quotidienne, et ces différents états sont difficiles à contrefaire. Ainsi pendant les guerres de Religion il est souvent recommandé pour repérer les soldats déguisés en paysans d'observer leurs mains.

## Symbolique
Outil universel de communication, la main humaine est souvent utilisée comme symbole.

### Humanité

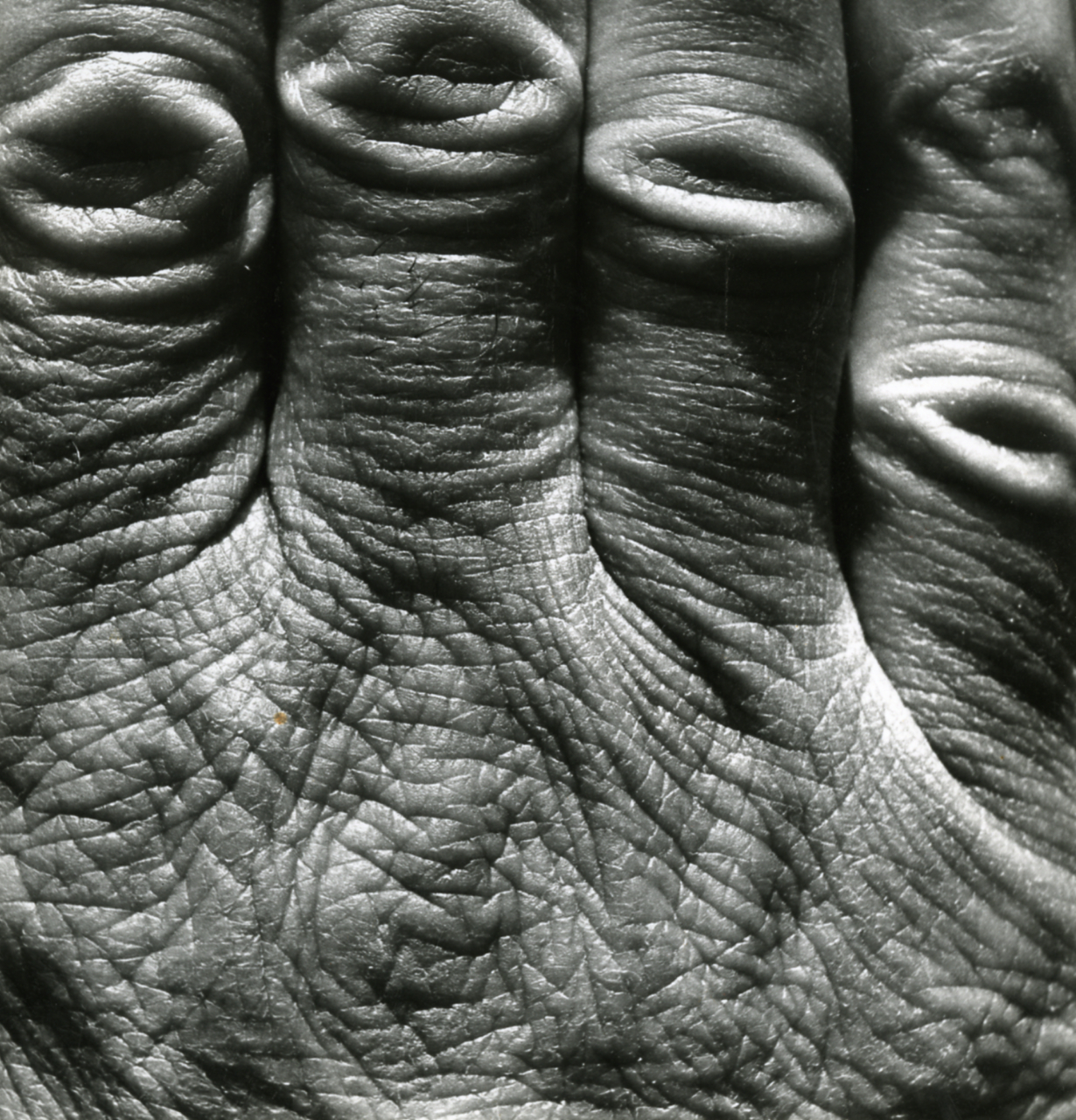
Main, Paolo Monti

Darwin a écrit que « L'homme n'aurait jamais atteint sa place prépondérante dans le monde sans l'usage de ses mains ». On a pu donner à cela une connotation politique ; le philosophe Engels a par exemple écrit un essai intitulé Du rôle de la main dans la transformation du singe en homme : la main devient ici synonyme de travail et de dignité. Dans les sociétés postindustrielles, le travail de la main est valorisé et représente la qualité de confection : « fait main », « cousu main », « ramassé à la main ». À l'inverse, « garder les mains dans les poches », « avoir un poil dans la main » (poil qui ne peut pousser que par manque d'usage) sont des expressions courantes pour désigner une personne qui est rétive à l'ouvrage, quelqu'un de paresseux, qui ne fait rien. C'est aussi un signe d'appartenance à une classe sociale : « mains calleuses » pour ceux qui sont employés à des tâches manuelles, « mains blanches » pour ceux qui ont des professions intellectuelles ou qui n'ont pas besoin de « se salir les mains » à travailler — l'expression « se salir les mains » signifie également « se compromettre ».

### Croyances

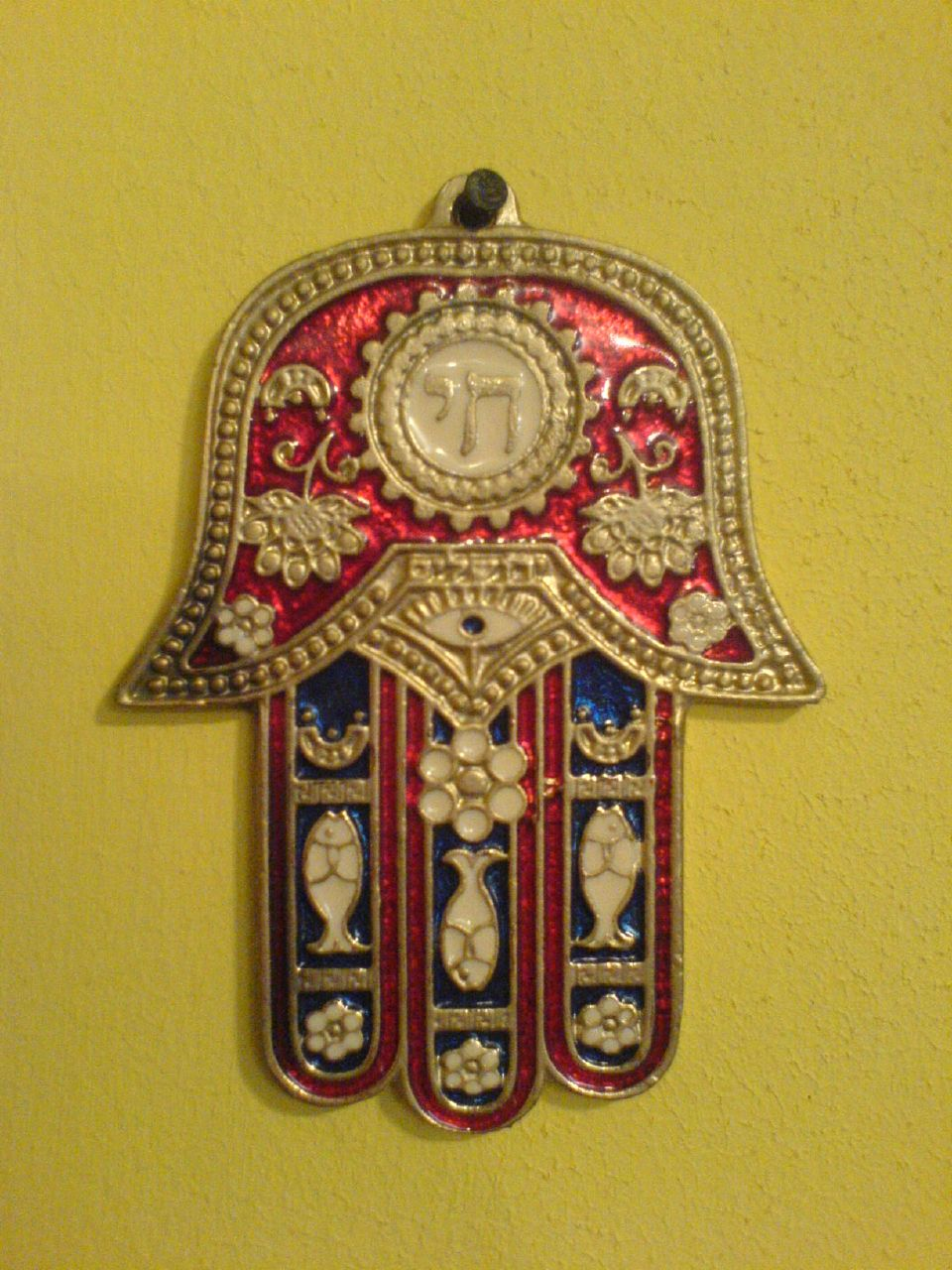
Hamsa avec l’œil, le signe du poisson, le mot « vie » (חיי) des thèmes floraux et ornements d'art Judaïque

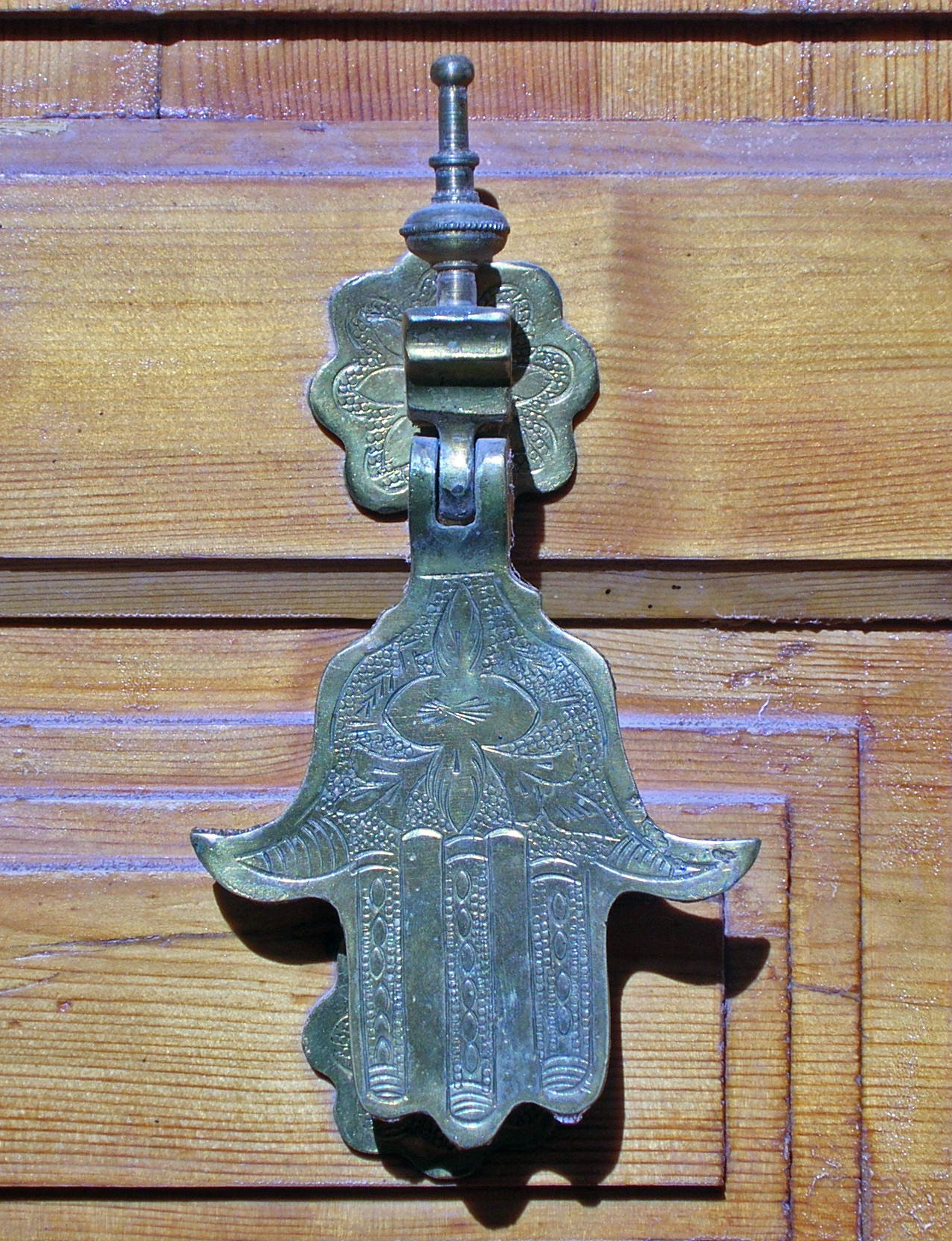
Heurtoir en forme de main au Maroc

#### Christianisme
Pour le christianisme, la main occupe une place importante. C'est en montrant ses stigmates («voyez mes mains et mes pieds») que Jésus prouve son identité à ses disciples. Lui et de nombreux autres faiseurs de miracles (thaumaturges) de la Légende dorée catholique utilisent leurs mains pour réaliser des prodiges et notamment, pour guérir les malades.
Les mains levées vers le haut ou bien jointes devant le corps sont utilisées par les croyants pour prendre une posture de prière.

#### Judaïsme
Dans le judaïsme, la Hamsa (Du chiffre 5 en hébreu : Hamesh) ou Main de Myriam (en référence à la sœur de Moïse et Aaron) est très populaire. Les hamsas sont quelquefois incorporées dans des plaques murales, des trousseaux et des colliers. Parfois, elles portent une inscription de prières juives comme la Shema Israël, la Birkat habayit (bénédiction du foyer), la Tefilat haderekh (prière du voyage) ou le symbole de la Kabbale.

#### Islam
Les musulmans utilisent le mot « Khamsa », pour désigner ce symbole (Du chiffre cinq, en arabe « Khamsa »). La main de Fâtima, du nom de la fille préférée du prophète Mahomet, symbolise dans la tradition, la place de la femme et est un talisman censé écarter le mal.
Dans l'islam traditionaliste, il ne doit pas y avoir de contacts entre les mains d'un homme et d'une femme non mariés en dehors d'une même famille.

#### Voyance
La chiromancie est un art divinatoire dans lequel le « voyant » étudie les « lignes de la main » et en déduit le destin du sujet. Dans cette discipline, on considère que la main est composée de « lignes » (sillons dans l'épiderme) et de « monts » (parties proéminentes). La chiromancie est un art très ancien. Aristote, Hippocrate et Jules César s'y sont intéressés mais, comme tous les arts divinatoires, elle ne repose sur aucun fondement scientifique.
Dans un registre pseudo-scientifique, les morphopsychologues du XIXe siècle déduisaient les qualités et les défauts des sujets étudiés en mesurant les intervalles entre les différentes parties du corps, et leurs longueurs. La main y avait une importance centrale.

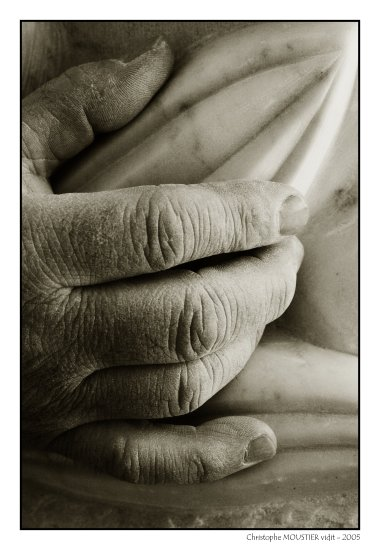
La main du sculpteur
(photo Christophe Moustier)

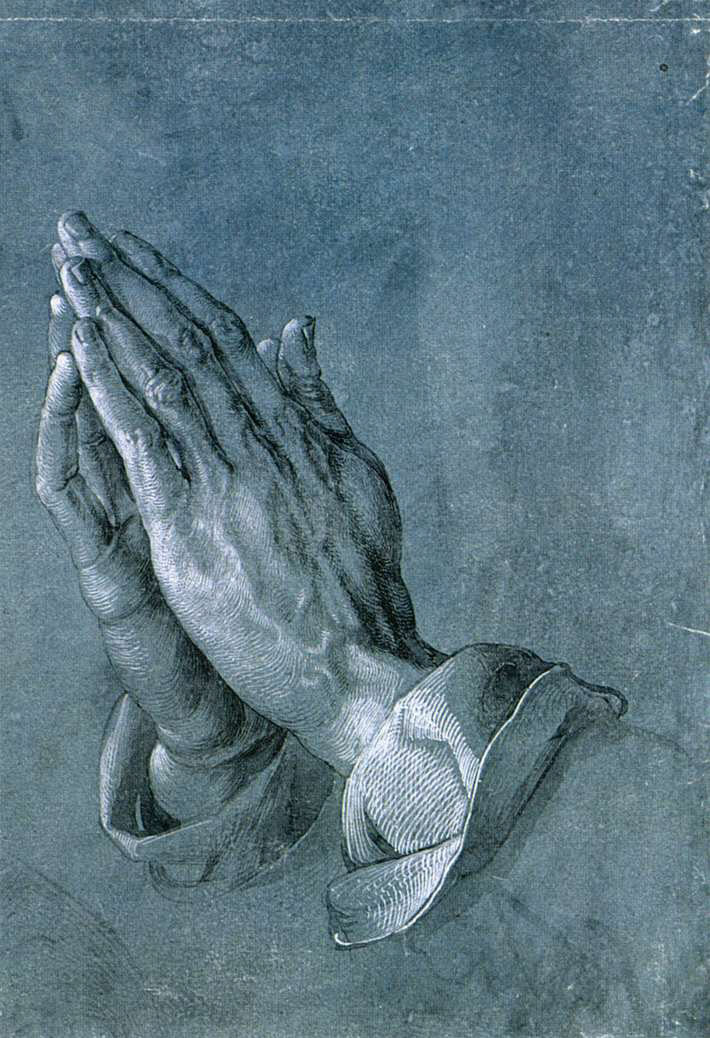
Mains en prière, par Albrecht Dürer (1508).

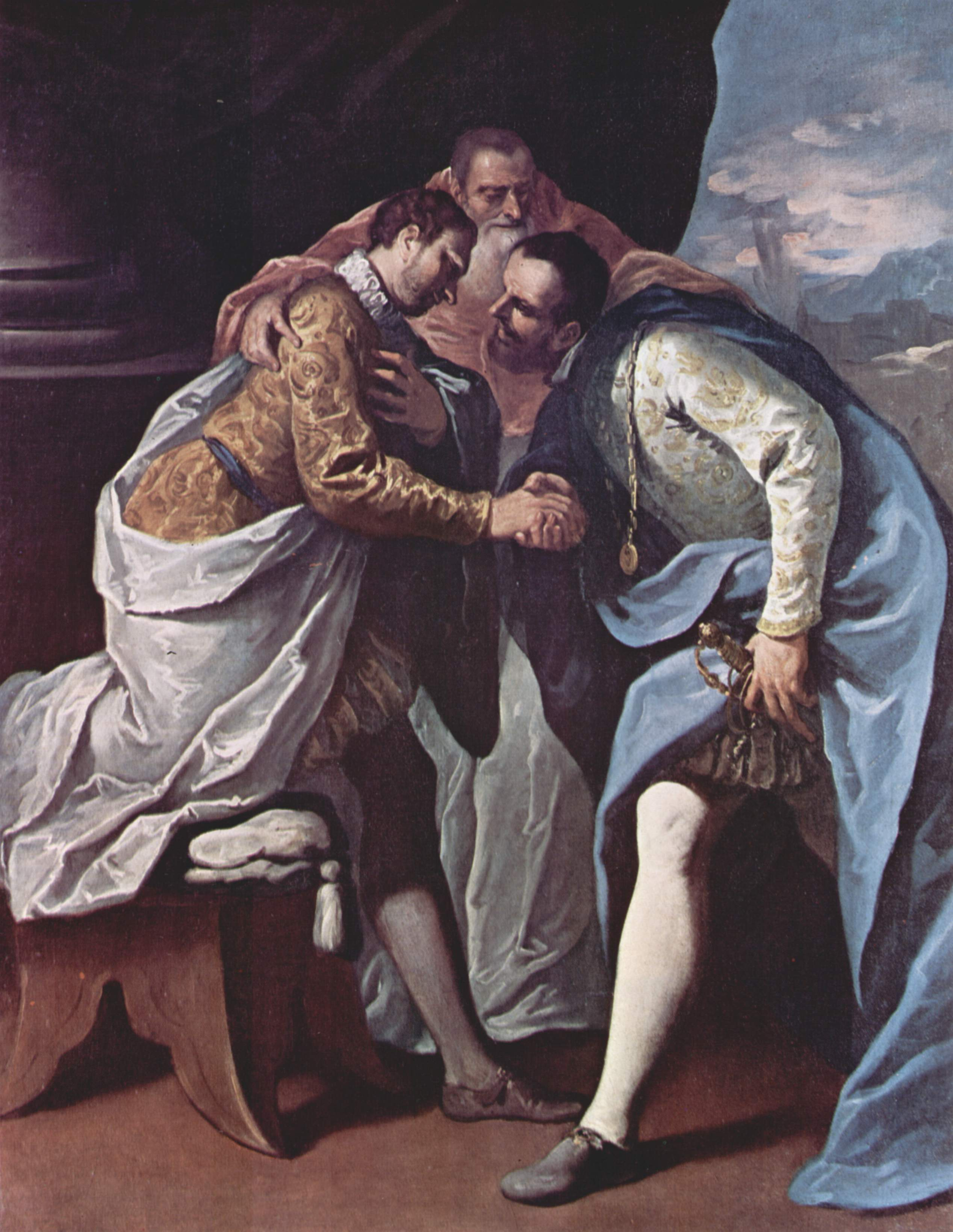
Poignée de main réconciliatrice, entre Charles Quint et François Ier

### Art
- La première forme de peinture réalisée par l'homme, il y a près de 40 000 ans, sont des empreintes négatives ou positives de mains. On ignore le sens de ces empreintes de mains, on pense qu'elles n'ont pas toujours la même signification : certaines de ces mains peintes ont des doigts en moins, peut-être à la suite de mutilations rituelles (grottes de Maltravieso, de Gargas, de Tibiran). Ces mutilations semblent concerner principalement les hommes.
- Dans l'histoire de la peinture figurative, la représentation des mains a toujours revêtu une importance particulière[21]. Entre autres exemples : Pablo Picasso, Jaime Sabartés (le Bock), 1901 ; Oskar Kokoschka, Hans Tietze & Erica Tietze-Conrat, 1909 ; Maria Blanchard, Les Deux Orphelins, 1923 ; Jean Fautrier, Trois vieilles femmes, 1924 ; Otto Dix, Martha Dix tenant son fils Jan dans ses bras, 1925 ; George Grosz, Selbstbildnis als Warner, 1927 ; Salvador Dalí, La main, 1930 ; Max Beckmann, Autoportrait à la flûte de champagne, 1932 ; Amrita Sher-Gil, Portrait de Marie-Louise Chassany, 1932 ; Francis Picabia, L'Adoration du veau, 1941-1942 ; Lois Malou Jones, Mob Victim (Meditation), 1944 ; Irma Stern, Malay Woman, 1944 ; David Alfaro Siqueiros, Nuestra imagen actual, 1947 ; Candido Portinari, Operario, 1947.
- La main est au centre des danses indiennes traditionnelles.

### Pouvoir
- Dans de nombreuses cultures, les souverains ont des bâtons de commandement qui représentent des mains.
- En héraldique, la main fermée signifie le secret et la main ouverte, la confiance.

### Psychologie
- La main est souvent l'ambassadeur d'une personne lorsqu'elle n'en est pas le modèle réduit symbolique, presque un homoncule : poignée de main (avec de nombreuses variantes), baisemain, mais aussi gifle, claques et tapes sont au nombre des rares formes de contact physique inter-personnes conventionnellement admises dans nos vies courantes y compris entre individus ne partageant pas une intimité particulière. Dans ce cadre, une main molle ou une poigne de fer sont réputés être la marque d'un tempérament particulier.
- C'est souvent la main qui sert à arrêter une négociation, à s'engager : « tope-là »
 L'appartenance mutuelle des époux est aussi symbolisée par un anneau qu'ils portent à la main. D'ailleurs, on dit que le père de la promise consent à donner la main de sa fille.
- Jusqu'au début du XIXe siècle la nudité de la main d'une femme était le signe de sa reddition amoureuse : l'amant avait « tout » lorsque sa belle « ôtait les gants ».
- La main sert à donner et à recevoir : « La main qui donne est bien plus heureuse que celle qui reçoit » (Actes des apôtres)
- La main est, par excellence, l'organe de la caresse.